# 27 Batalion Radiotechniczny

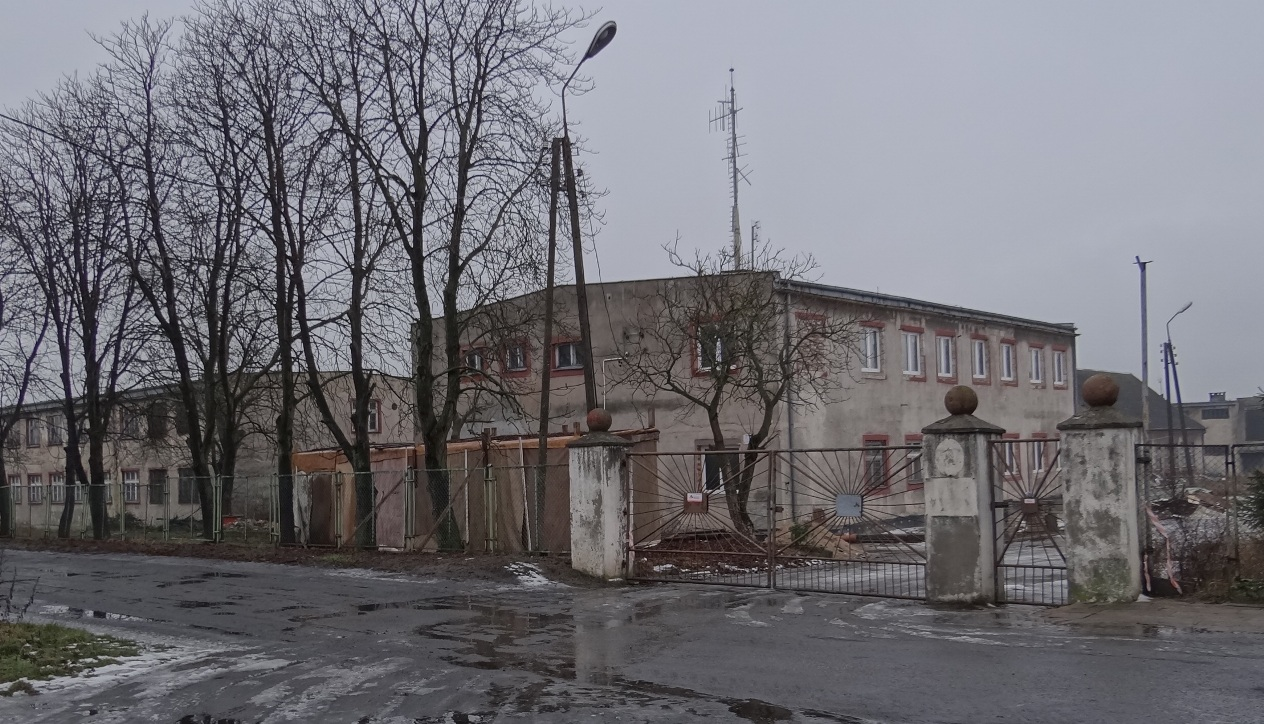
W tych koszarach stacjonował 27 brt

27 Batalion Radiotechniczny – jednostka wojsk radiotechnicznych Sił Zbrojnych Rzeczypospolitej Polskiej.

## Formowanie i zmiany organizacyjne
Geneza 27 batalionu radiotechnicznego sięga roku 1950, gdzie sformowano w miejscowości Witkowo Pyrzyckie posterunek obserwacyjno-meldunkowy. W 1955 posterunek przeformowano na kompanię radiotechniczną wchodzącą w skład 8 pułku radiotechnicznego. W 1958 krt  weszła w skład 9 samodzielnego brt w Choszcznie. W 1968 na bazie kompanii sformowano 4 brt wchodzący w skład 13 pułku radiotechnicznego w Choszcznie.
W 1971 w miejsce 4 brt sformowano 27 Batalion Radiotechniczny. Batalion przejął tradycje oraz sztandar rozformowanego 13 pułku radiotechnicznego. W latach osiemdziesiątych w 27 brt powstało Radiowe Centrum Nadawcze. Do wyposażenia jednostki wprowadzono nowy sprzęt, m.in. system „Dunajec”. Podczas kontroli w 1987 przez Sztab Generalny Wojska Polskiego, batalion uzyskał ocenę dobrą. Po rozformowaniu 19 brt w Goleniowie, przejął na siebie zadania zabezpieczenia corocznych ćwiczeń Dol-Kliniska.
W grudniu 1998 jednostkę rozformowano, a w jej miejsce powstał Ośrodek Wykrywania i Kontroli włączony w skład 10 brt. Po rozwiązaniu OWiK utworzono 101 krt, która istniała do 2007.

## Odznaka pamiątkowa
Odznaka ma kształt rombu z szachownicą o wymiarach 38x30 mm, na który nałożono srebrną tarczę z rysunkiem anteny stacji radiolokacyjnej. Na jej wierzchu nałożona kolejna tarcza, której dolna część stanowi  biało-czerwone półkole. Na jego białym tle widnieje fragment wskaźnika radiolokacyjnego, a na części czerwonej numer 27. Nad półkolem tarcza herbowa, ucięta u dołu, z fragmentem herbu Stargardu.
Odznakę została zaprojektowana przez Mirosława Piastę, a wykonana w pracowni grawerskiej Jarosława Jakubowskiego w Poznaniu.

## Dowódcy batalionu
- ppłk Witold Zbroiński – (1974–1978)
- ppłk Józef Janeczko – (1978–1986)
- ppłk Józef Kołodzinski – (1986–1991)
- ppłk Mieczysław Kurłowicz – (1991–1996)
- ppłk Stefan Giera – (1996–1997)
- mjr Zbigniew Galuch – (cz.p.o. 1998)